# Andrew Mynarski
Andrew Charles Mynarski (ur. 14 października 1916 w Winnipeg, zm. 13 czerwca 1944 w okolicach Cambrai) – Kanadyjczyk polskiego pochodzenia, Pilot Officer RCAF podczas II wojny światowej. Strzelec pokładowy (górna wieżyczka) bombowca Lancaster KB-726 VR-A, odznaczony Krzyżem Victorii – najwyższym odznaczeniem wojennym Imperium brytyjskiego przyznawanym m.in. żołnierzom Sił Zbrojnych Wspólnoty Brytyjskiej.

## Życiorys
Andrew Mynarski urodził się w Winnipeg (Manitoba, Kanada) w rodzinie polskich emigrantów. Miał dwóch braci i trzy siostry. Uczęszczał do szkoły podstawowej im. Króla Edwarda i Isaaca Newtona, a następnie do St. John's Technical School. Po śmierci ojca, mając 16 lat, rozpoczął pracę w sklepie kuśnierskim, w którym pracował 4 lata. Następnie budował meble i modele samolotów w piwnicznym warsztacie.
W listopadzie 1941 roku (w czasie II wojny światowej) wstąpił do Królewskich Kanadyjskich Sił Lotniczych (RCAF). Szkolenie na strzelca bombowca odbył w Calgary, Edmonton (Alberta), a także w McDonald (Manitoba). W grudniu 1942 roku został wysłany do Europy. Służbę rozpoczął w Anglii, gdzie w październiku 1943 roku został przydzielony do 9. Dywizjonu RCAF. W marcu 1944 roku otrzymał przydział do 419. Dywizjonu RCAF, w którym objął stanowisko górnego strzelca bombowca Lancaster. Dzień przed inwazją w Normandii, 5 czerwca 1944 roku, załoga Mynarskiego otrzymała nowy, wyprodukowany w Kanadzie, bombowiec Lancaster Mk-X z numerem bocznym KB-726 VR-A. 11 czerwca 1944 Mynarski awansował otrzymując stopień Pilot Officer.
Podczas realizacji zadania, którego celem było zbombardowanie terenów kolejowych w Cambrai we Francji, w nocy z 12 na 13 czerwca 1944 roku, bombowiec został zestrzelony przez niemiecki myśliwiec Ju-88. Andrew Mynarski zmarł 13 czerwca w wyniku poparzeń po próbie uratowania z płonącego samolotu, kolegi z załogi: strzelca ogonowego, Pata Brophy'ego. Na wniosek dowódcy bombowca, Arta de Breyne, Dowództwo Kanadyjskich (RCAF) i Brytyjskich Sił Powietrznych (RAF) zdecydowało o przyznaniu Andrew Mynarskiemu Krzyża Victorii (11 października 1946). 12 grudnia 1946 roku odznaczenie zostało wręczone matce, Stanislawie Mynarskiej przez gubernatora prowincji Manitoba, J.A. McWilliamsa.

## Upamiętnienie
W 1973 roku Mynarski został wpisany na listę Canadian Aviation Hall of Fame. Ponadto jego imieniem nazwano park w Winnipeg.

## Odznaczenia
- 1946: Krzyż Wiktorii – pośmiertnie[1][2]